# Историја Молдавије
Историја Молдавије може се пратити од 1350-их, када је основана Кнежевина Молдавија, средњовековна претеча модерне Молдавије и Румуније. Кнежевина је била вазал Османског царства од 1538. до 19. века. У 1812. години, након једног од неколико Руско-турских ратова, источну половину кнежевине, Бесарабију, припојила је Руска Империја. У 1918. години, Бесарабија се накратко осамосталила као Молдавска Демократска Република и, након одлуке парламента (Сфатум цари), ујединила се са Румунијом. Током Другог светског рата Совјетски Савез је Бесарабију ослободио од немачке окупације, која је ушла у његов састав као Молдавска АССР, све до распада СССР. У 1991. години земља је прогласила независност као Република Молдавија.

## Праисторија
У 2010. години откривена су олдувајска оруђа у Дубасарију на донјем Дњестру из периода од пре 800,000–1,2 милиона година, што показује да су први људи били присутни у Молдавији током доњег палеолита. Током праисторије постоји неколико култура које су цветале на територији данашње Молдавије од краја леденог доба до неолита, енеолита, бронзаног доба, и почетка гвозденог доба, када почињу историјски записи о људима који су живели на овим просторима. Ове културе су укључивале културу линеарнотракасте керамике (око 5500–4500. п. н. е.), Трипољска култура линеарнотракасте керамикеТрипољску културу (око 5500–2750. п. н. е.), Јамна културу (око 3600–2300. п. н. е.). У овом периоду нарочито се развијају пољопривреда, сточарство, грнчарство, ткање, и формирање већих насеља. Нека насеља из периода Трипољске културе била су једна од највећих на Земљи тог периода, и претходила су најранијим градовима Сумера у Месопотамији. На подручју, које се протезало од реке Дњепар на истоку до Ђердапске клисуре на истоку (укључујући и подручје данашње Молдавије), живеле су најнапредније цивилизације током неолитског периода.
Питање зашто ово подручје није остало на челу технолошког и друштвеног развоја лежи у каснијој историји његовог географског положаја. На крају углавном мирног неолитског периода ово подручје је постало пут освајачима са истока који су се насељавали у Европу. Када историјски писани записи почињу да покривају ово подручје, виђено је како га преплављују бројне инвазије, остављајући за собом друштвени и политички преокрет. Овај тренд се настављао прилично редовно до 20. века. Са толико разарања, становницима овог подручја било је тешко да се опораве од сваке узастопне инвазије пре него што би наишла следећа.
- Границе Трипољске културе
- Римске провинције Дакија (љубичасто) и Мезија (зелено)
- Земље доњег Подунавља током римског периода

## Антика и рани средњи век
Према античким записима Молдавију је насељавало неколико племена, углавном Акацири, а током различитих периода и Бастарни, Скити и Сармати. У периоду од 1. до 7. века нове ере, југ Молдавије је са прекидима био под римском, а потом под византијском влашћу. Због свог стратешког положаја на путу између Азије и Европе, Молдавију су више пута нападали Готи, Хуни, Авари, Мађари, Кијевска Русија, Печенези, Кумани и Монголи. Прво бугарско царство владало је овим подручјем од краја 7. века до краја 10. века, Галичка кнежевина у  12. веку и Друго бугарско царство од почетка 13. века са прекидима до почетка 14. века века. Колонисти Републике Ђенове такође су оставили траг у овом региону. Ипатијевска хроника помиње имеБолоховени (13. век) за наводно румунско становништво повезано са волочима, источнословенским егзонимом Румуна. Александру В. Болдур идентификовао је Болоховене као Румуне.

## Кнежевина Молдавија
Средњовековна Кнежевина Молдавија основана је 1359. године и обухватала је такозвано Карпати–Дунав–Дњестар подручје, протежући се од Трансилваније на западу до реке Дњестар на истоку. Ова територија је обухватала територију данашње Републике Молдавије, источних 8 од 41 округа Румуније (регион који још увек локално становништво назива „Молдавија“), и украјинске регионе Черновачку област и Буџак. Њено језгро било је у северозападном делу, Țara de Sus ("Горња земља"), чији је део касније постао познат као Буковина. Име кнежевине потиче од имена реке Молдавије.
Оснивање Молдавије преписује се влашком (стари егзоним за Румуне) племићу Драгошу, из Мармароша, коме је 1343. године (према неким изворима 1285. године) мађарски краљ наредио да успостави одбрану Краљевине Угарске против Татара, и Богдану I, такође из Мармароша, који је постао први независни кнез Молдавије, када је одбио мађарску власт 1359. године. Богдан I је напустио своје земље у Мармарошу и са својом војском и делом влашког / румунског становништва, прешао планине на исток, након што је ушао у сукоб са мађарским владарима. Највећа молдавска личност био је кнез Стефан Велики, који је владао од 1457. дo 1504. године. Током највећег дела своје владавине успешно се борио са Мађарским краљевством, Пољским краљевством и Османским царством.
Након Стефана III кнежевина је почела да слаби и 1538. године постала је вазал Османског царства, коме је плаћала проценат унутрашњег прихода, који је временом нарастао на 10%. Молдавији је било забрањено да има спољне односе на штету Османског царства (мада је повремено успевала да заобиђе ову забрану), али јој је била дозвољена унутрашња аутономија, укључујући искључиву власт над спољном трговином. Турцима је законски било забрањено да поседују земљу или граде верске установе у Молдавији. Кнез Василије Лупу обезбедио је молдавски трон 1634. године након низа сложених сплетки и успео је да га задржи двадесет година. Лупу је био способан администратор и сјајан финансијер, а убрзо је био најбогатији човек на хришћанском истоку. Разумно положени поклони одржавали су га у добрим односима са османским властима.
У 18. веку територија Молдавије је често била ратна зона током сукоба између Османлија, Аустријанаца и Руса. У 1774. години, након победе у рату против Османлија, Русија је окупирала хришћанску Молдавију, која је у то време још увек била вазал Османског царства. У 1775. години Хабзбуршка монархија је анектирала 11% молдавске територије, која је постала позната као Буковина. Букурешким миром након Руско-турског рата 1806–1812, Русија је добила још 50% молдавске територије, која је у то време била позната као Бесарабија.

## У саставу Руске Империје
Са изузетком Придњестровља, територија данашње Молдавије заузима већи део историјске области Бесарабије. До 1812. године, термин "Бесарабија" односио се на регион између Дунава, Дњестра, обала Црног мора, и Доњег Трајановог зида, обухватавши већи део данашњег Буџака. Миром у Букурешту 28. маја 1812. године између Османског царства и Руске Империје, завршен је Руско-турски рат (1806—1812), а Русија је припојила источни део Кнежевине Молдавије. Тај регион се тада звао Бесарабија.
У почетку, након што је припојена Руском царству, Бесарабија је уживала период локалне аутономије до 1828. године. Организована као царска област (област), њоме је управљала привремена влада са два одељења: цивилном и верском управом, прву је водио остарели молдавски бојар Скарлат Стурџа, а другу - митрополит Гаврил Банулеску-Бодони. Поврх тога била је руска војна управа генералног гувернера Хартинга. Међутим, већ 1813. године цивилна управа је предата генералном гувернеру. Током 1818. године, реформистички настројени руски цар Александар I донео је Решење о успостављању регије Бесарабија којим је законска власт подељена између цара именованог генералног гувернера Бахметијева и Високог савета региона од 10 чланова са 4 члана изабраних од стране цара и 6 изабраних од локалног племства. Уместо старијих 12 земаља, регион је био подељен на 6, а касније на 9 грофовија. Међутим, конзервативни цар Николај I Павлович је 1828. године укинуо Решење и донео нови пропис којим је генерални гувернер добио врховну власт, а регионално веће имало је само саветодавне функције и састајало се два пута годишње. Члан 63. уредбе је гласио да сво административно особље мора знати и обављати своје дужности на руском језику. Ипак, румунски језик се повремено појављивао у документима до 1854. године.
На крају Кримског рата, 1856. године Париским миром, јужни део Бесарабије (укључујући и део Буџака) враћен је Молдавији, која је територију организовала у округе Кахул, Болград и Измаил. Сходно томе, Русија је изгубила приступ Дунаву. У 1859. години, кнежевине Молдавија и Влашка су се ујединиле и формирале Уједињене Кнежевине, вазалну државу Османског царства.
Током 1870. године у Бесарабској области успостављена је институција земства. Градови, комуне, жупаније и читава регија би изабрали по један локални савет који би представљао племиће, трговце и сељаке. Имали су значајан ауторитет у економским и санитарним областима, укључујући путеве, поштанске станице, храну, јавну безбедност и образовање. С друге стране, политичка (укључујући правосудне судове свих нивоа) и културна питања остала су искључива домена генералног гувернера и коришћена су као средство русификације. Бесарабија је 1871. године трансформисана у губернију.
Пораз Османског царства у Руско-турском рату 1877–1878 и потписивање Берлинског споразума обезбедили су независност Румунији. Иако је уговор о савезу између Румуније и Русије прецизирао да ће Русија бранити територијални интегритет Румуније и да неће полагати право на било који део Румуније на крају рата, јужни део Бесарабије поново је припојен Русији. У замену, Румунија је добила Добруџу, која је у то време била део Османског царства.
Јавно образовање било је поверено верским установама регије, које су од 1821. године имале само руске архиепископе, а касније и земства. Димитриј Сулима (архиепископ 1821–1855) и Антоније Шохотов (1855–1871) дозволили су паралелну употребу и румунског и руског језика у цркви и нису предузели мере да задире у језичке специфичности региона. Именовањем Павла Лебедева (1871–1882), ситуација се из корена променила, а румунски језик убрзо је избачен из цркве. Да би спречио штампање верске литературе на румунском језику, Лебедев је затворио штампарију у Кишињеву, прикупио је из региона и спалио већ штампане књиге на румунском језику (и румунском ћирилицом). Наредни архиепископи Сергеј Лапидевски, Исакиј Полозенски и Неофит Новодчиков ублажили су неке мере Лебедева да помогну у сузбијању озбиљног незадовољства становништва. Наредни архиепископ Јаков Пјатницки (1898–1904) схватио је да се његова жеља за популаризацијом хришћанске културе и моралним васпитањем суочава са језичком баријером, и 1900. године убедио је руски Свети правитељствујушчи синод да дозволи објављивање верских брошура на румунском, док је његов следбеник архиепископ Владимир дозволио штампање књига, а од 1908. чак и редовног верског часописа "Луминаторул" Константина Поповића и Гурија Гросуа. Последњи руски архиепископи Серафим Чичјагов (1908–1914), Платон (1914–1915) и Анастасије (1915–1918) покушали су да сачувају привилеговани статус руског језика у цркви у Бесарабији, али нису увели никакве нове антирумунске мере. Током 1918. године, након постављања румунске администрације у Бесарабији, архиепископ Анастасије је одбио да своју епархију подреди Румунској православној цркви, и био је присиљен на изгнанство. Нове власти повериле су архиепископију епископу из Румуније Никодиму де Хушију, који је именовао локалног епископа Дионисија Ерхана. Тада је Свештенички конгрес 21. фебруара 1920. изабрао Гурија Ботошанеануа за највишег црквеног званичника у Бесарабији.
Под заштитом Гаврила Банулеску-Бодонија и Димитрија Сулиме, у Кишињеву су отворене богословска школа и богословија, а јавне школе широм региона: у градовима Кишињеву, Хотину, Билгород-Дњестровском, Бриченију, Бендеру, Балци, Кахулу, Орхеју, у манастирима Добруша и Харјаука, па чак и у неколико села (Резени, Мерени, Волкинец, Ниспорени, Хартоп). У 1835. години царске власти прогласиле су седмогодишњи рок за преношење образовања са румунског на руски језик. Иако се мера спроводила постепено, од 1867. године румунски је у потпуности одстрањен из образовања. То је лоше утицало на писменост сељачког становништва Бесарабије, о чему сведочи чињеница да су Молдавци 1912. године имали ниво писмености од само 10,5%, најнижу међу свим етничким групама у региону (63% за бесарабијске Немце, 50% за бесарабијске Јевреје, 40% за Русе, 31% за бесарабијске Бугаре), са рекордно ниском стопом писмености од 1,7% за Молдавке. Од 1709 основних школа у Бесарабији 1912. године, ниједна није била на језику највеће етничке групе.
Након 1812. године новопостављене руске власти протерале су бројно ногајско татарско становништво Буџака (Кримски Татари), и подстакле насељавање Молдаваца, Влаха, Бугара, Украјинаца и других путем различитих фискалних олакшица и изузећа од војне службе. Колонизација је настала потребом за бољим искоришћавањем ресурса земље, и одсуством кметства у Бесарабији. Немачки колонисти из Швајцарске (кантон Лозана), Француске, и Нмеачке (Виртемберг) населили су се у 27 места (већина новонасељених) у Буџаку, и до 1856. године популација бесарабијских Немаца бројила је 42,216. Руски ветерани из рата са Османлијама 1828–1829 били су насељени на 10 локалитета у Буџаку, а на још три локалитета насељени су Козаци из Добруџе (који су тамо стигли из регије Дњепар неких 50 година раније). Бесарабијски Бугари и Гагаузи стигли су из модерне источне Бугарске већ у другој половини 18. века. У 1817. бројили су 482 породица смештених на 12 локалитета, 1856. - 115.000 становника на 43 локалитета. Украјинци су стигли у Бесарабију пре 1812. године, а већ 1820-их чинили су трећину становништва најсевернијег округа Хотин. У наредним деценијама више Украјинаца населило се широм северног дела Бесарабије из Галиције и Подоља. У Бесарабију су се у 19. веку насељавали и Јевреји из Галиције, Подоља и Пољске, али углавном у градовима и варошима, а у некима од њих су на крају постали већина. У 1856. било је 78.751 бесарабијских Јевреја, а према царском руском попису становништва из 1897. године, у главном граду Кишињеву било је 50.000 Јевреја, или 46%, од укупних 110.000 становника града. Чак су и руске власти покушале да створе 16 јеврејских пољопривредних колонија, где су населили 10.589 становника. Међутим, за мање од 2 генерације, већина њих продала је земљу локалним Молдавцима и преселила се у градове. Различита кретања становништва забележила су пораст словенског становништва на више од петине укупног становништва до 1920. године, док се удео молдавског становништва стално смањивао. У недостатку било каквих званичних података о етничкој дистрибуцији до краја 19. века, појављивале су се различите цифре за етничке пропорције региона. Тако је двадесетих година 20. века румунски историчар Јон Нистор тврдио да су на почетку руске администрације Молдавци представљали 86% становништва. Док су према званичним статистикама говорници молдавског и румунског језика 1897. године чинили 47,8%, неки аутори су давали бројке од чак 70% за почетак 20. века.

## Молдавска Демократска Република и Унија са Румунијом
Након Руске револуције 1905. године, у Бесарабији је почео да се развија румунски националистички покрет. Иако је утихнуо 1906–1907, покрет се поново појавио још снажнији 1917. године.
Да би се угушио хаос изазван руским револуцијама у фебруару и октобру 1917. године, национално веће, Сфатум цари, основано је у Бесарабији, са 120 чланова изабраних на жупанијским састанцима сељака, и политичким и професионалним организацијама из Бесарабије. Савет је 15. децембра 1917. године прогласио Молдавску Демократску Републику, као део Руске републике, а затим је формирао владу Молдавије. Са одобрењем савезника и руског белог генерала Дмитрија Шчербачова, врховног команданта руских снага на румунском фронту, 26. јануара 1918. године, румунске трупе ушле су у Бесарабију, наводно као привремена мера за одржавање безбедности, која се убрзо погоршала због великог броја дезертера из руске војске. Док румунска историографија генерално тврди да је интервенција извршена на захтев Сфатул царија, због присуство румунске војске у Бесарабији протестовали су неки од челника републике, посебно Јон Инкулец, председник Сфатум царија и Пантелимон Ерхан, шеф привремене молдавске извршне власти која је протестовала против тога. Они су се посебно плашили да би румунска влада којом доминирају велики власници земљишта могла да користи трупе да спречи предвиђену аграрну реформу, камен темељац приоритета бесарабијске владе.
Након овога, Савет је 6. фебруара прогласио независност Молдавске Демократске Републике 24. јануара 1918. године. Под притиском румунске војске, 9. априла 1918. године, Сфатум цари је гласовима 86 за 3 против, уз 36 уздржаних гласова, одобрио условну унију Бесарабије са Румунијом. Услови су укључивали територијалну аутономију Бесарабије, аграрну реформу, поштовање људских слобода и општу амнестију. Ипак, већ у лето 1918. румунска влада је започела посезање за постојећим облицима локалне аутономије. Дакле, чланови земства су именовани краљевским указом, уместо да буду бирани, као што је то био случај током руске владавине. Покрајина је била подређена краљевском генералном комесару, а Сфатум цари је постао саветничко тело. Даље, у Бесарабији је проглашено ванредно стање и уведена је цензура. Под притиском румунске централне владе, забринуте због све већег незадовољства управом регије и јачањем аутономистичке струје, Сфатум цари је децембра 1918. номинално укинуо ванредно стање. Гласање је извршено у присуству само 44 од 125 чланова, или, према другим изворима, 48 од 160, у недостатку кворума, неки су оценили да је гласање нелегитимно.
Унију су признале Британија, Француска и Италија, али не и влада Совјетског Савеза, која је тврдила да је то подручје Бесарабијске ССР, и тврдила да је Унију склопило, у условима румунске војне окупације, веће које није изабрано од стране народа Бесарабије на изборима.

## Део Велике Румуније
Након 1918. Бесарабија је била под румунском јурисдикцијом наредне 22 године. Ова чињеница је препозната у Париском уговору из 1920. године  which, који, међутим, никада није ступио на снагу јер га није ратификовао Јапан. Новокомунистичка Русија није признала румунску власт над Бесарабијом. Бесарабијска Совјетска Социјалистичка Република проглашена је 5. маја 1919. године у Одеси као "Привремена радничко-сељачка влада у егзилу" и успостављена 11. маја 1919. године у Тираспољу као аутономни део Руске СФСР. Даље, Русија, а касније и Совјетски Савез, сматрали су да је регион совјетска територија под страном окупацијом и спровели су бројне дипломатске покушаје да је поврате. Дипломатски односи између две државе нису постојали до 1934. За то време обе државе су се придржавале принципа ненасилног решавања територијалних спорова по Бријан-Келоговом пакту из 1928. године и Лондонском споразуму из јула 1933. У међувремену, суседни регион Придњестровље, у то време део Украјинске ССР, био је прикључен формираној Молдавској АССР након неуспешног Татарбунаријског устанка 1924. године.
Аграрна реформа, коју је спровео Сфатум цари 1918–1919, резултирала је успоном средње класе, јер је 87% становништва региона живело у руралним областима. Реформа је, међутим, била нарушена малом величином додељених парцела, као и преференцијалном додељивањем земље политичарима и административном особљу које је подржавало политичке циљеве румунске владе. Генерално, урбани развој и индустрија били су безначајни, а регион је остао првенствено аграрни рурални регион током читавог међуратног периода. Постигнута су одређена побољшања у области образовања, стопа писмености је порасла са 15,6% 1897. године на 37% до 1930., међутим, Бесарабија је и даље заостајала за остатком земље, национална стопа писмености износила је 60%. Током међуратног периода, румунске власти су такође спровеле програм румунизације који је тежио асимилацији етничких мањина широм земље. Спровођење ове политике било је посебно раширено у Бесарабији због изузетно разноликог становништва, што је довело до затварања мањинских образовних и културних институција.
У Кишињеву је 1. јануара 1919. године створен општински конзерваторијум (Музичка академија), 1927. - Теолошки факултет, 1934. подружница румунског Института друштвених наука, 1939. - општинска галерија слика. Пољопривредни државни универзитет у Молдавији основан је 1933. године у Кишињеву. Музеј ликовних уметности основао је 1939. године вајар Алекандру Пламадеала. Гурије Гросу је био први бесарабијски митрополит.
Први планирани летови за Кишињев започели су 24. јуна 1926, на релацији Букурешт – Галац – Јаши – Кишињев. Летове је обављала ЦФРНА ("Compagnie Franco-Roumaine de Navigation Aérienne"), касније ЛАРЕС.
Прво друштво румунских писаца у Кишињеву формирано је 1920. године, међу члановима су били Михаил Садовеану, Стефан Циобану, Тудор Памфиле, Николае Дунареану. Бесарабијско друштво писаца и новинара добило је институционализовану форму 1940. године. На Првом конгресу друштва изабран је за председника Пан Халипу а за потпредседника Николај Спатаруа и за генералног секретара Николај Костенца.
Радио Бесарабија покренут је 8. октобра 1939. године, као друга радио станица румунске радио-дифузне компаније.

## Други светски рат и совјетска ера
Након успостављања Совјетског Савеза у децембру 1922. године, совјетска влада је 1924. године кренула да успостави Молдавску Аутономну Област на земљама источно од реке Дњестар у Украјинској ССР. Престоница области била је Балта, смештена у данашњој Украјини. Седам месеци касније, област је прикључена Молдавској Аутономној Совјетској Социјалистичкој Републици, иако је у њеном становништву било само 30% етничких Румуна. А престоница је из Балте 1929. године пресељена у Тираспољ.
У тајном споразуму из 1939. године (Споразум Рибентроп—Молотов) којим је дефинисана подела сфера утицаја у источној Европи, нацистичка Немачка је изјавила да нема политички интерес у Бесарабији, као одговор на исказ интереса Совјетског Савеза, чиме је Бесарабија постала Совјетска „сфера“. Дана 26. јуна 1940. совјетска влада је поставила ултиматум румунском министру у Москви, захтевајући да Румунија одмах уступи Бесарабију и Северну Буковину. Италија и Немачка, којима је била потребна стабилна Румунија и приступ њеним нафтним пољима, позвале су краља Карола II да то учини. Совјетске трупе су 28. јуна прешле Дњестар и окупирале Бесарабију, Северну Буковину и регион Херца.
Совјетска република створена након анексије није слиједила традиционалну границу Бесарабије. Молдавска Совјетска Социјалистичка Република, основана 2. августа 1940. године, састојала се од шест и по округа Бесарабије придружених најзападнијем делу већ постојећег МАССР-а (аутономни ентитет у саставу Украјинске ССР). Направљене су разне промене на њеним границама, које су коначно насељене до новембра 1940. Територије на којима су етнички Украјинци чинили велики део становништва (делови Северне Буковина и делови Хотина, Акермана, и Измаила) припојени су Украјинској ССР, док је мали појас Придњестровља источно од Дњестра са значајним (49% становника) молдавским становништвом придружен Молдавској ССР. Преношење фронта Бесарабије на Црно море и Дунав у Украјину осигурало је контролу над стабилном совјетском републиком. Овај пренос, заједно са поделом Бесарабије, такође је дизајниран да обесхрабри будуће румунске захтеве и иредентизам.
На почетку совјетске власти, депортације локалног становништва на северни Урал, у Сибир и Казахстан дешавале су се редовно током стаљинистичког периода, а највеће су биле 12. - 13. јуна 1941. и 5. - 6. јула 1949. године, које су бројиле 19.000 односно 35.000 депортованих (само из Молдавске ССР). Током 1940–1941, око 90.000 становника анектираних територија било је изложено политичким прогонима, попут хапшења, депортација или погубљења.
Учествујући у инвазији сила Осовине на Совјетски Савез, пронемачка Румунија је заузела изгубљене територије Бесарабије, Северне Буковине, као и оне бивше Молдавске АССР, и тамо успоставила своју управу. У окупираном Придњестровљу румунске снаге су, заједно са Немцима, депортовале око 147.000 Јевреја са територија Бесарабије и Буковине, од којих је преко 90.000 страдало у гетоима и концентрационим логорима.
До априла 1944. године, успешне офанзиве Совјетске армије окупирале су северну Молдавију и Придњестровље, а до краја августа 1944. цела територија била је под совјетском контролом, а јединице Совјетске армије ушле су у Кишињев 24. августа 1944. Париски мировни уговор потписан у фебруару 1947. фиксирао је румунско-совјетску границу на ону успостављену у јуну 1940.
Територија је након Другог светског рата остала део Совјетског Савеза као Молдавска ССР. Совјетски Савез је створио универзални образовни систем, довео високотехнолошку индустрију и науку. Већина ових индустрија изграђена је у Придњестровљу и око великих градова, док је у остатку републике развијана пољопривреда. До касног совјетског периода, урбаном интелигенцијом и владиним званичницима доминирали су углавном етнички Молдавци, док су Руси и Украјинци чинили већину техничких и инжењерских стручњака.
Услови наметнути током поновног успостављања совјетске власти постали су основа дубоке огорчености према совјетским властима, која се манифестовала у бројним покретима отпора совјетској власти. У 1946. години, као резултат јаке суше и прекомерних обавеза и захтева за квоту испоруке које је наметнула совјетска влада, југозападни део СССР-а патио је од велике глади која је довела до најмање 115 000 смртних случајева међу сељацима. Током мандата Леонида Брежњева 1950–1952 на месту првог секретара Комунистичке партије Молдавије (КПМ), био је безобзиран у поређењу са својим претходником Николајем Ковалом када је срушио бројне групе отпора и изрекао оштре казне. Током Операције Север, 723 породице (2.617 особа) депортоване су из Молдавске ССР, у ноћи са 31. марта на 1. април 1951. године, а припадници неопротестантских секти, углавном Јеховини сведоци, квалификовани су као верски елементи који се сматрају потенцијалном опасношћу за комунисте режим.
Највише политичких и академских положаја добили су припадници нерумунских етничких група (само 17,5% политичких вођа Молдавске ССР били су етнички Румуни 1940).
Иако су Брежњев и наредни први секретари КПМ били у великој мери успешни у сузбијању румунског иредентизма у 1950-им и 1980-им, администрација Михаила Горбачова е омогућила оживљавање покрета у региону. Његова политика гласност и перестројка створила је услове у којима су националистичка осећања могла бити отворено изражена и у којима су совјетске републике могле да размотре реформе.
Седамдесетих и осамдесетих година Молдавија је из буџета СССР-а добила значајна улагања у развој индустријских, научних објеката, као и становања. Године 1971. Савет министара СССР-а усвојио је одлуку „О мерама за даљи развој града Кишињева“ којом је само за Кишињев из буџета СССР-а обезбеђено више од милијарду рубаља. Накнадне одлуке усмериле су велике количине средстава и довеле квалификоване стручњаке из целог СССР-а на даљи развој Молдавске ССР. На такву расподелу средстава СССР-а утицала је чињеница да је тадашњи лидер Совјетског Савеза Леонид Брежњев био педесетих година први секретар локалне Комунистичке партије. Ове инвестиције су престале 1991. године распадом Совјетског Савеза, када је Молдавија постала независна.

## Независност Републике Молдавије 1991

### Стицање независности
У клими Горбачовове перестројке и гласности, национални осећај је ескалирао у Молдавској ССР 1988. Народни фронт Молдавије је формиран 1989. године као удружење независних културних и политичких група и стекао је званично признање. Народни фронт организовао је низ великих демонстрација, што је довело до проглашења молдавског језика службеним језиком Молдавске ССР 31. августа 1989. године и повратка латиничном писму.
Међутим, расла је опозиција све искључивијим националистичким политикама Народног фронта, посебно у Придњестровљу, где су међупокрет Јединство-Унитатеа 1988. године формирале словенске мањине, и на југу, где организација Гагауз Халки, основана у новембру 1989. године, дошла је да заступа Гагаузе, тамошњу мањину која говори турски језик.
Први демократски избори за Врховни совјет Молдавске ССР одржани су 25. фебруара 1990. Избори за други круг одржани су у марту. Народни фронт је освојио већину гласова. После избора, Мирча Снегур, реформисани комуниста, изабран је за председника Врховног совјета, а септембра постао председник републике. Реформистичка влада која је преузела функцију у мају 1990. године направила је многе промене које нису пријале мањинама, укључујући промену имена републике у јуну из Молдавске Совјетске Социјалистичке Републике у Совјетску Социјалистичку Републику Молдавију и проглашење председника наредног месеца. У исто време, румунска тробојка са молдавским грбом усвојена је као државна застава, а Пробудите се Румуни, румунска химна, постала је химна ССР Молдавије. У том периоду је у свакој земљи постао активан Покрет за уједињење Румуније и Републике Молдавије.
У августу 1990. године, након одбијања све више националистичке републичке владе, да додели културну и територијалну аутономију Гагаузији и Придњестровљу, две регије насељене првенствено етничким мањинама, као одговор на то, прогласиле су Гагаушку Аутономну Совјетску Социјалистичку Републику на југу, у граду Комрат. У септембру је Тираспол, главни град на источној обали реке Дњестар, прогласио Придњестровску Молдавску Совјетску Социјалистичку Републику. Парламент Молдавије је одмах прогласио ове декларације ништавним.
Средином октобра 1990. отприлике 30.000 молдавских националистичких добровољаца послато је у Гагаузију и Придњестровље, где је интервенцијом совјетске 14. армије спречено избијање насиља. (Совјетска 14. армија, сада руска 14. армија, имала је седиште у Кишињеву од 1956.) Међутим, преговори у Москви између гагаушког и придњестровског руководства и владе Совјетске Социјалистичке Републике Молдавије нису успели.
У мају 1991. године службено име државе промењено је у Република Молдавија. Промењено је и име Врховног совјета, у Молдавски парламент.
Током покушаја совјетског државног удара у Москви 1991. године против Михаила Горбачова, команданти Совјетског Савеза Југозападног театра војних операција покушали су да уведу ванредно стање у Молдавији. Њих је надгласала молдавска влада која је изјавила да подржава руског председника Бориса Јељцина, који је водио контра-пуч у Москви. Дана 27. августа 1991. године, након неуспешног државног удара, Молдавија је прогласила независност од Совјетског Савеза.
Децембарски избори Степана Топала и Игора Смирнова за председника Гагаузије и Придњестровља, као и званични распад Совјетског Савеза крајем године, додатно су повећали напетост у Молдавији.

### Придњестровље
Придњестровље је регион источно од реке Дњестар, који укључује велики удео већински русофонских Руса и Украјинаца (51%, од 1989. године, док етнички Молдавци чине 40% мањине). Штаб совјетске 14. гардијске армије налазио се у главном граду регије Тираспољу. Тамо су 2. септембра 1990. локалне власти прогласиле независну Придњестровску Молдавску Совјетску Социјалистичку Републику. Мотиви овог потеза били су страх од пораста национализма у Молдавији и очекивано поновно уједињење земље са Румунијом након отцепљења од СССР-а. Током зиме 1991–1992. догодили су се сукоби између Придњестровских снага и молдавске полиције. Између 2. марта и 26. јула 1992, сукоб је прерастао у војну интервенцију. Након интервенције 14. армије у сукоб на страни сепаратиста, рат је заустављен и 21. јула 1992. године потписан је Московски споразум о принципима мировног решавања оружаних сукоба у Трансдњестарским окрузима Републике Молдавије.
Од 2007. године руска војска остаје у Придњестровљу, упркос томе што је Русија потписала међународне споразуме о повлачењу и против воље молдавске владе. Влада Молдавије и даље нуди велику аутономију Придњестровљу, док влада Придњестровља захтева независност. Дејуре, Придњестровље је међународно признато као део Молдавије, али дефакто, молдавска влада не врши никакву контролу над територијом.

## Независност: прве године, 1991–2001
Дана 8. децембра 1991. године, Мирча Снегур, бивши комунистички реформатор, спровео је неопредељене изборе за председника. 2. марта 1992. године, земља је постигла формално признање као независна држава у Уједињеним нацијама.
Молдавија се 1992. године укључила у кратак сукоб против локалних побуњеника у Придњестровљу, којима су помагале локално стациониране руске оружане снаге и донски козаци, што је резултирало неуспехом Молдавије да поврати контролу над отцепљеном републиком.
Од 1993. године Молдавија је почела да се дистанцира од Румуније. Устав Молдавије из 1994. године користио је израз „молдавски језик“ уместо „румунски“ и променио је националну химну "Наш језик".
Дана 2. јануара 1992. године Молдавија је увела тржишну економију, либерализујући цене, што је резултирало огромном инфлацијом. Од 1992. до 2001. године, млада земља је претрпела најгору економску кризу, оставивши већи део становништва испод линије сиромаштва. 1993. године уведена је национална валута молдавски леј, која је заменила совјетску рубљу. Крај планске економије такође је значио да ће индустријска предузећа сама морати да купују залихе и продају своју робу, а већина менаџмента није била спремна за такву промену. Индустрија Молдавије, посебно машинска индустрија, постала је готово неактивна, а незапосленост је нагло порасла. Економска срећа Молдавије почела је да се мења 2001. године; од тада земља бележи сталан годишњи раст између 5% и 10%. Почетком 2000-их забележен је и значајан пораст емиграције Молдаваца који су тражили посао (углавном илегално) у Италији, Португалији, Шпанији, Грчкој, Кипру, Турској, Русији и другим земљама. Дознаке Молдаваца у иностранству чине скоро 38% БДП-а, Молдавије, што је други највећи проценат на свету. Званично, годишњи БДП Молдавије је око 1000 долара по становнику, међутим, значајан део привреде остаје нерегистрован због корупције.
Пронационалистичке владе премијера Мирче Друка (25. маја 1990. - 28. маја 1991.) и Валерија Муравског (28. маја 1991. - 1. јула 1992.), пратила је умеренија влада Андреја Сањелија, током које дошло је до опадања прорумунског националистичког расположења. Након избора 1994. године, молдавски парламент усвојио је мере којима се Молдавија удаљила од Румуније. Нови устав Молдавије такође је предвидео аутономију Придњестровља и Гагаузије. Парламент Молдавије је 23. децембра 1994. године усвојио „Закон о посебном правном статусу Гагаузије“, а 1995. године је конституисан.
Након победе на председничким изборима 1996. године, 15. јануара 1997. године, Петру Лучински, бивши први секретар Молдавске комунистичке партије 1989–1991, постао је други председник земље. Након парламентарних избора 22. марта 1998., некомунистичке странке формирале су Савез за демократију и реформе. Међутим, мандат нове владе премијера Јона Чибука (24. јануара 1997. - 1. фебруара 1999) обележила је хронична политичка нестабилност, што је спречило примену програма реформи. Финансијска криза у Русији, у то време главног економског партнера Молдавије, произвела је економску кризу у земљи. Животни стандард је опао, 75% становништва живело је испод границе сиромаштва, док је економска катастрофа довела до емиграције 600.000 људи.
Нове владе формирали су Јон Стурза (19. фебруара - 9. новембра 1999) и Думитру Брагис (21. децембра 1999 - 19. априла 2001). Парламент је 21. јула 2000. усвојио амандман на Устав којим је Молдавија трансформисана из председничке у парламентарну републику, у којој се председник бира са три петине гласова у парламенту, а не више директно од народа.

## Повратак комунизма, 2001–2009
Само 3 од 31 политичке странке освојиле су више од 6% гласова потребних за избор места у парламенту на изборима 25. фебруара 2001. године. Освојивши 49,9% гласова, Партија комуниста Републике Молдавије (поново успостављена 1993. године, након што је 1991. законом укинута), добила је 71 од 101 места у парламенту и изабрала је Владимира Вороњина за трећег председника државе 4. априла 2001. Нову владу формирао је 19. априла 2001. године Василе Тарлев. Земља је постала прва постсовјетска држава у којој се на власт вратила нереформисана комунистичка партија. У марту – априлу 2002, опозициона Хришћанско-демократска народна партија организовала је у Кишињеву масовни протест против планова владе да испуни своје изборно обећање и уведе руски као други државни језик заједно са обавезним учењем у школама. Влада је поништила ове планове.
Однос између Молдавије и Русије погоршао се у новембру 2003. због руског предлога за решење Придњестровског сукоба, који су молдавске власти одбиле да прихвате јер је предвиђао двадесетогодишње руско војно присуство у Молдавији. План федерализације за Молдавију такође би претворио Придњестровље и Гагаузију у мањину која има право вета над свим главним политичким питањима Молдавије. Од 2006. године приближно 1.200 припадника 14. армије и даље је стационирано у Придњестровљу, чувајући велико складиште муниције у Цолбасни. Последњих година преговори између придњестровских и молдавских лидера воде се уз посредовање Организације за европску безбедност и сарадњу (OЕБС), Русије и Украјине, у последње време укључили су се посматрачи из Европске уније и Сједињених Држава, стварајући формат 5 + 2.
Након застоја са Русијом у новембру 2003. године, догодио се низ промена у спољној политици Молдавије, усмерених на приближавање Европској унији. У контексту ширења ЕУ на исток, Молдавија жели да потпише Споразум о стабилности и придруживању. Спровела је свој први трогодишњи акциони план у оквиру Европске политике суседства (ЕНП) ЕУ.
На изборима у марту 2005. године, Партија комуниста (ПКРМ) освојила је 46% гласова (56 од 101 места у парламенту), Демократски блок Молдавије (БМД) 28,5% гласова (34 посланика), а Хришћанско-демократска народна партија (ППХД) освојила је 9,1% (11 посланика). Дана 4. априла 2005. Владимир Вороњин је поново изабран за председника земље, подржао га је део опозиције, а 8. априла Василе Тарлев је поново постављен за премијера. Дана 31. марта 2008. Василеа Тарлева заменила је Зинаида Гречани на месту премијера.
Након парламентарних избора 5. априла 2009. године, Комунистичка партија је освојила 49,48% гласова, затим Либерална партија са 13,14% гласова, Либерално демократска партија са 12,43% и Алијанса "Молдова Ноастра" са 9,77%. Опозициони лидери протестовали су против исхода избора назвавши их лажним и захтевали су поновљене изборе. Прелиминарни извештај посматрача ОЕБС-а оценио је гласање генерално слободним и поштеним. Међутим, један члан ОЕБС-овог посматрачког тима изразио је забринутост због тог закључка и рекао да он и одређени број других чланова тима осећају да је било извесних манипулација, али нису успели да пронађу било какав доказ.
Дана 6. априла 2009. године, неколико невладиних организација и опозиционих партија организовало је протест у Кишињеву, окупивши око 15.000 људи уз помоћ друштвених мрежа као што су Твитер и Фејсбук. Демонстранти су оптужили комунистичку владу за изборну превару. Широко су се користиле антикомунистичке и прорумунске пароле. Демонстрација је измакла контроли 7. априла и прерасла у нереде када је део гомиле напао председничке канцеларије и провалио у зграду парламента, пљачкајући и палећи његову унутрашњост. Полиција је вратила контролу у ноћи 8. априла, ухапсивши и притворивши неколико стотина демонстраната. Бројни притвореници пријавили су премлаћивања од стране полиције када су их пустили. ОЕБС и друге међународне организације осудиле су насиље на обе стране (демонстранте и полицију). Троје младих људи умрло је током дана протеста. Опозиција је за ове смртне случајеве кривила полицијску злоупотребу, док је влада тврдила да оне нису повезане са протестима или несрећама. Владини званичници, укључујући председника Владимира Воронина, назвали су нереде покушајем државног удара и оптужили Румунију да га је организовала. Опозиција је оптужила владу да је организовала нереде уводећи агенте провокаторе међу демонстрантима. Политичка клима у Молдавији остала је нестабилна. Парламент није успео да изабере новог председника. Из тог разлога, парламент је распуштен и одржани су нови општи избори 29. јула 2009. године, а комунисти су изгубили власт од Алијансе за европске интеграције, проевропске коалиције.

## Администрација Либералних демократа, од 2009. до данас
Покушај нове владајуће коалиције да на референдуму 2010. године измени устав Молдавије како би омогућила председничке изборе народним гласањем пропао је због недостатка излазности. Парламентарни избори у новембру 2010. задржали су статус кво између владајуће коалиције и комунистичке опозиције. 16. марта 2012, парламент је изабрао Николаја Тимофтија за председника са 62 гласа од 101, при чему је ПКРМ бојкотовао изборе, чиме је окончана политичка криза која је трајала од априла 2009. На изборима у новембру 2014. проевропске странке задржале су већину у парламенту.